# Резолюция Совета Безопасности ООН 140
Резолюция Совета Безопасности ООН 140 — резолюция Совета Безопасности ООН, призывающая принять Малагасийскую Республику (Мадагаскар) в состав ООН. Была принята единогласно Советом Безопасности ООН 29 июня 1960 года на 870-м заседании.

## История
На протяжении большей части XIX века остров находился под управлением Королевства Мадагаскар. В 1883—1896 остров был завоеван Францией. Первое малагасийское правительство было создано 10 октября 1958 года, как автономия в составе Французского сообщества а в 1960 году Мадагаскар восстановил свою независимость после долгой борьбы, начатой в 1946 году.